# Denis Sergejewitsch Birjukow
Denis Sergejewitsch Birjukow (russisch Денис Сергеевич Бирюков, englische Transkription: Denis Sergeyevich Biryukov; * 8. Dezember 1988 in Wolgograd) ist ein russischer Volleyballspieler.

## Karriere

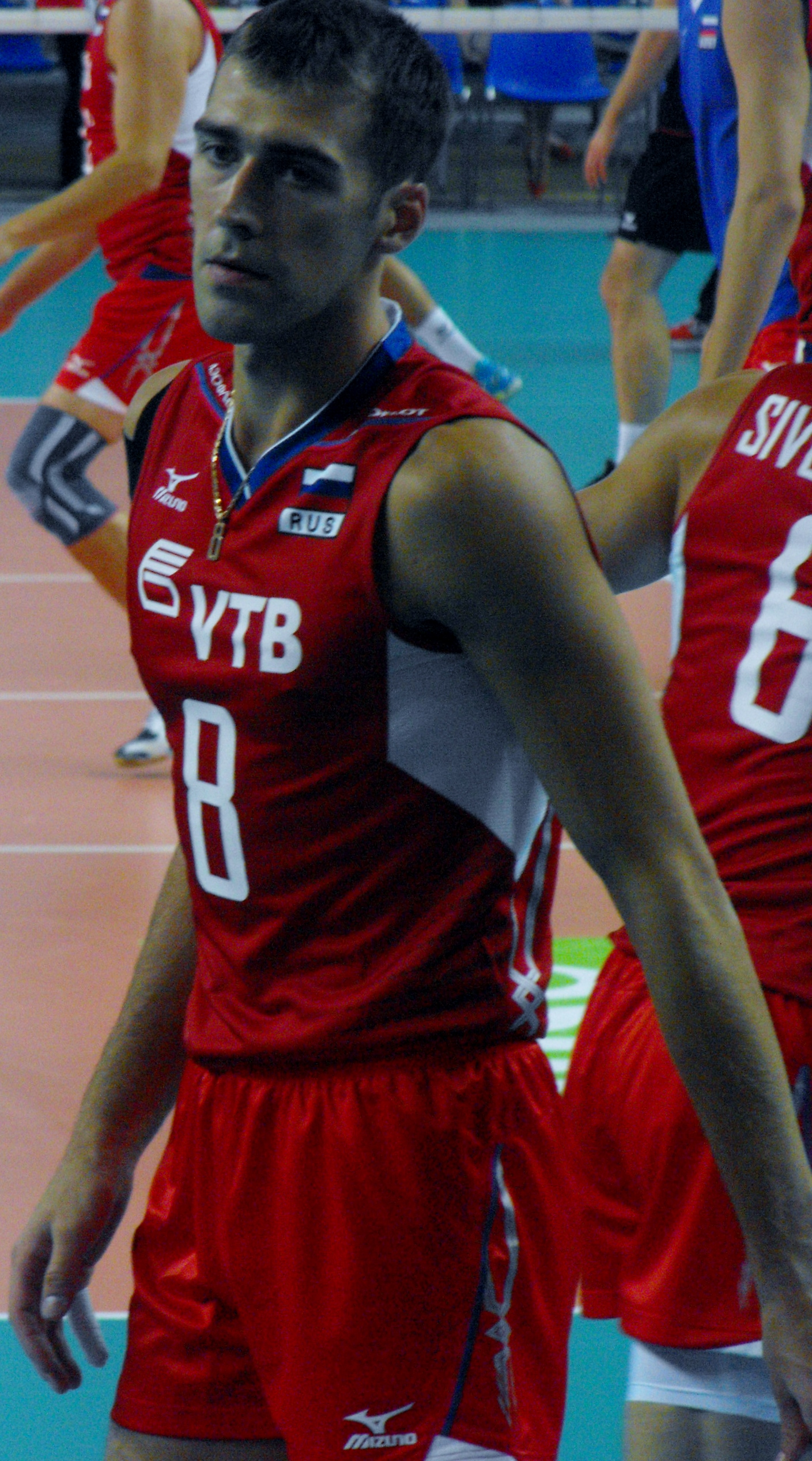
Denis Birjukow 2013

Birjukow begann seine Karriere 2005 in der zweiten Mannschaft von VK Lokomotiv-Belogorje. 2006 wurde er mit dem russischen Nachwuchs Europameister und ein Jahr später folgte der Vizetitel bei der Weltmeisterschaft. 2008/09 spielte der Außenangreifer eine Saison für Metalurg Stary Oskol, ehe er nach Belgorod zurückkehrte. Am 3. September 2009 gab er im Vorrundenspiel der EM in der Türkei gegen Estland sein Debüt in der A-Nationalmannschaft. 2010 wurde Birjukow mit Belgorod russischer Vizemeister. Mit Russland stand er im Finale der Weltliga. Im Januar 2011 wechselte er zu ZSK Gazprom-Ugra Surgut, aber bereits ein halbes Jahr später kam er zu seinem heutigen Verein VK Lokomotiv Nowosibirsk. Mit der Nationalmannschaft gewann der Außenangreifer 2011 sowohl die Weltliga als auch den World Cup.